# Трата (Шкофя Лока)
Трата (словен. Trata) — поселення в общині Шкофя Лока, Горенський регіон, Словенія. Висота над рівнем моря: 360,7 м.